# Ciclul solar 21

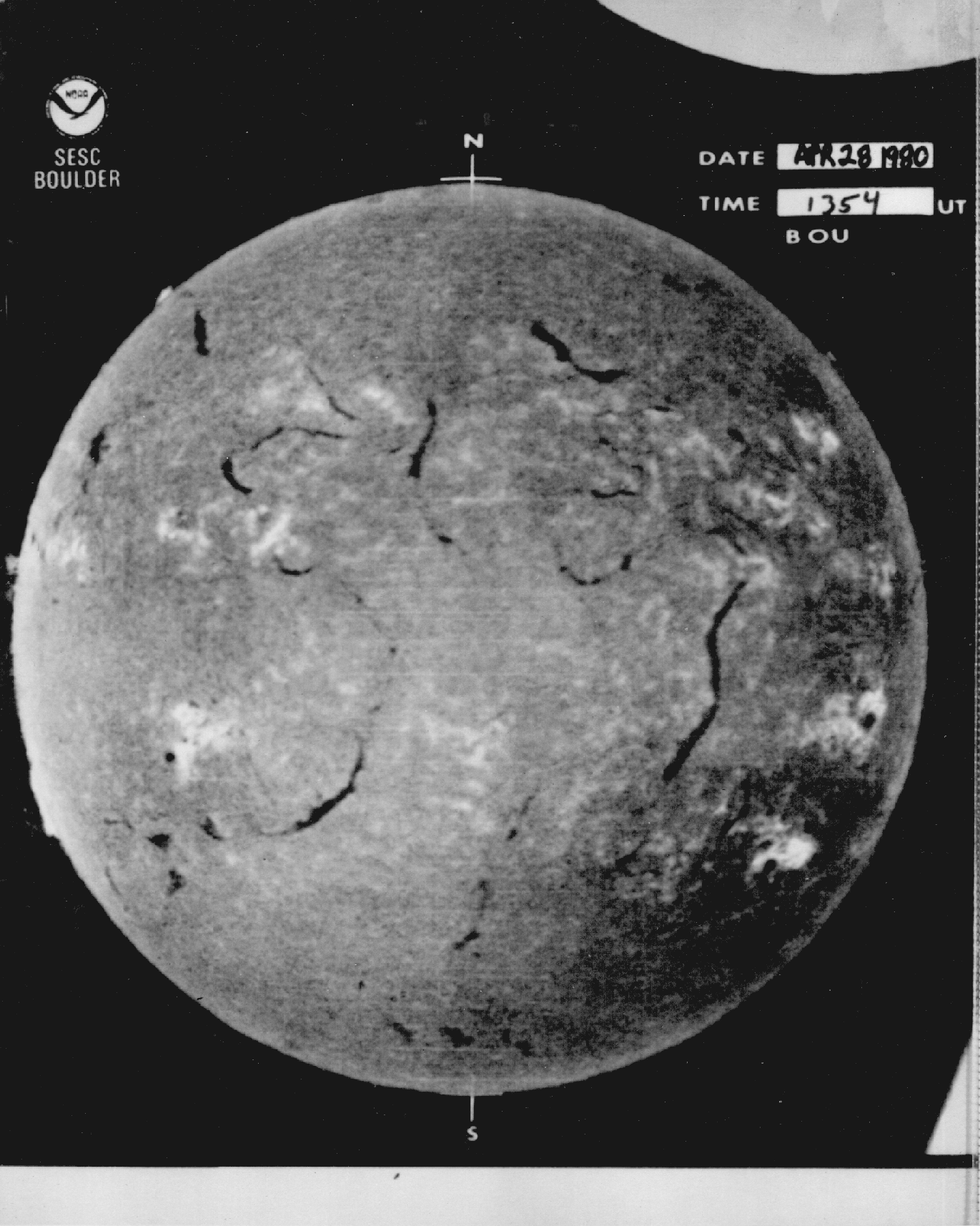
Soarele în H-alfa pe 28 aprilie 1980.

Ciclul solar 21 este al douăzeci și unulea ciclu solar de la 1755, an când a început monitorizarea intensivă a activității și petelor solare. Ciclul solar 21 a durat 10,5 ani, începând în martie 1976 și încheindu-se în septembrie 1986. Numărul maxim ponderat de pete solare observat în timpul ciclului solar a fost de 232,9, în decembrie 1979, iar minimul inițial a fost de 17,8. În timpul tranzitului minim de la ciclul solar 21 la 22, au existat un total de 273 de zile fără pete solare. Cea mai mare erupție solară din acest ciclu (XXI) a avut loc pe 11 iulie 1978.
Ciclul solar 21 s-a remarcat și prin generarea unora dintre cele mai puternice furtuni geomagnetice observate vreodată. Furtunile provocate de erupțiile solare intense au dus la întreruperi ale alimentării cu energie electrică, interferențe cu sateliții și sistemele de comunicații și chiar perturbări ale sistemelor de navigație ale aeronavelor.
Acest ciclu solar a marcat începutul monitorizării sistematice a iradianției solare totale din spațiu.